# Isoetes panamensis
Isoetes panamensis là một loài dương xỉ trong họ Isoetaceae. Loài này được Maxon & C.V. Morton mô tả khoa học đầu tiên năm 1939.